# Hildegard Voigt
Hildegard Voigt (* 31. Dezember 1856 in Greifenhagen; † 30. Oktober 1936 in Stettin) war eine deutsche Schriftstellerin.
In früher Jugend kam sie nach Stettin, wo sie bis zu ihrem Tode lebte.

## Werke
- In Knecht Ruprechts Werkstatt. 1907. (vertont von Wilhelm Kienzl)
- Feldgraue Weihnachten. Kriegsbild in einem Akt. Fischer & Schmidt, Stettin 1915.
- Im Pfarrhaus zu Tuchthagen. Schauspiel in drei Akten. Pommersche Heimatbücher, Band 7. Mallin, Stargard in Pommern 1917.
- X und andere Novellen. Norddeutscher Verlag für Literatur und Kunst, Stettin 1919.
- Dornenkinder. Gedichte. Norddeutscher Verlag für Literatur und Kunst, Stettin 1921.

## Hörspiele
- 1924: In Knecht Ruprechts Werkstatt. Ein Weihnachtsmärchenspiel; Sendespiel (Hörspielbearbeitung) – Regie: Nicht angegeben; Produktion: Nordische Rundfunk AG (NORAG, Hamburg); Erstausstrahlung: Live-Sendung am 7. Dezember 1924.

Sprecher:
- - Karl Pündter:	Knecht Ruprecht
  - Edith Scholz:	Der Weihnachtsengel
  - Clara Voss:	Der Engel
  - Olga Milosch:	Die Märchenfee
  - Else Mahnke:	Der Mondschein
  - Christel Bruhn:	Der Sonnenschein